# Tavolozza di sistema
In informatica una tavolozza di sistema (system palette in inglese) è una tavolozza di colori che ogni sistema operativo riconosce.
La tavolozza di sistema Macintosh è diversa da quella di Windows: tra di esse coincidono solamente 216 colori su 256.
La diversità delle due tavolozze può alterare i colori di un'immagine creata con un sistema operativo e visualizzata con un altro (problema che ci si pone con dispositivi a 8 bit cioè a 256 colori). Per questo motivo molti programmi grafici offrono la possibilità di utilizzare "solo colori per il web (safe palette)": spuntando questa opzione si è certi successivamente di selezionare un colore che verrà visualizzato in un ugual modo sia da utenti Windows che da utenti Mac.
Il problema delle tavolozze di sistema diverse però è diventato ormai irrilevante dato che praticamente quasi tutte le macchine supportano profondità di migliaia (16 bit) o milioni (24 bit) di colori.
Su tutti i sistemi moderni l'uso di tavolozze specifiche per un'immagine (custom palette) non ne altera la visualizzazione.